# توم مور (لاعب كرة قدم أمريكية)
توم مور (بالإنجليزية: Tom Moore)‏ هو لاعب كرة قدم أمريكية أمريكي، ولد في 14 فبراير 1945.